# إيلينا بروس
إلينا فلاديميروفنا بروس (بالأوكرانية: Олена Володимирівна Прус) هي لاعبة تنس الريشة الأوكرانية. ولدت في 30 أبريل 1986 في ليسيكانسك، أوكرانيا. تعمل كمدربة تنس الريشة في خاركيف. 